# Muhammad Essa
Muhammad Essa (محمد عیسیٰ خان; Chaman, Pakistán; 20 de noviembre de 1983) es un exfutbolista de Pakistán que jugaba en la posición de delantero.

## Carrera

### Club
| Periodo   | Club          |
| --------- | ------------- |
| 2000–2004 | PTCL FC       |
| 2004–2005 | Afghan FC     |
| 2005–2007 | WAPDA FC      |
| 2007-2009 | KRL FC        |
| 2009-2017 | K-Electric FC |

### Selección nacional
Jugó con selección nacional sub-23 en 10 partidos entre 1999 y 2006 y anotó cinco goles, disputó los Juegos del Sur de Asia de 2005 y 2006 donde ganó la medalla de oro dos veces. Con la selección mayor debutó en el 2000 anotando 11 en 36 partidos, siendo actualmente el goleador histórico de la selección nacional. Su primer gol lo hizo el 12 de junio de 2005 en un partido amistoso ante sus vecinos de India en el empate 1-1 de tiro libre en la ciudad de Quetta antes del final del partido.
Se retiraría de la selección nacional en la Copa Dorada de la SAFF 2009 donde no pudieron superar la primera ronda.

## Tras el Retiro
Luego de retirarse en 2017 funda la Essa Khan Academy, escuela de fútbol ubicada en su ciudad natal Chaman.

## Logros

### Club
Pakistan Telecommunication
- Pakistan National Football Challenge Cup: 2003

Khan Research Laboratories
- Pakistan Premier League: 2009–10
- Pakistan National Football Challenge Cup|National Challenge Cup: 2009

K-Electric
- Pakistan Premier League: 2014–15

### Selección nacional
- Juegos del Sur de Asia: 2004, 2006

### Individual
- Premio Salaam Pakistán en 2007 por su contribución al deporte.[12]

## Estadísticas

### Goles internacionales
| #  | Fecha     | Sede                                           | Rival                  | Gol | Resultado | Torneo                                        |
| -- | --------- | ---------------------------------------------- | ---------------------- | --- | --------- | --------------------------------------------- |
| 1  | 12-6-2005 | Ayub National Stadium, Quetta, Pakistán        | India                  | 1–1 | 1–1       | Amistoso                                      |
| 2  | 18-6-2005 | Punjab Stadium, Lahore, Pakistán               | India                  | 1–0 | 3–0       | Amistoso                                      |
| 3  | 9-12-2005 | Peoples Football Stadium, Karachi, Pakistán    | Afganistán             | 1–0 | 1–0       | 2005 South Asian Football Federation Gold Cup |
| 4  | 1-4-2006  | National Stadium, Karachi, Pakistán            | Emiratos Árabes Unidos | 1–0 | 1–4       | clasificación para la Copa Asiática 2007      |
| 5  | 2-4-2006  | Bangabandhu National Stadium, Dhaka, Bangladés | Kirguistán             | 1–0 | 1–0       | Copa Desafío de la AFC 2006                   |
| 6  | 6-4-2006  | Bangabandhu National Stadium, Dhaka, Bangladés | Macao                  | 2–1 | 2–2       | Copa Desafío de la AFC 2006                   |
| 7  | 16-8-2006 | Jinnah Sports Stadium, Islamabad, Pakistán     | Omán                   | 1–3 | 1–4       | clasificación para la Copa Asiática 2007      |
| 8  | 25-3-2008 | Pokhara Rangasala, Pokhara, Nepal              | Nepal                  | 1–0 | 1–2       | Amistoso                                      |
| 9  | 2-4-2008  | Chungshan Soccer Stadium, Taipéi, Taiwán       | China Taipéi           | 1–1 | 2–1       | 2008 AFC Challenge Cup qualification          |
| 10 | 8-12-2009 | Bangabandhu National Stadium, Dhaka, Bangladés | Bután                  | 1–0 | 7–0       | 2009 SAFF Championship                        |
| 11 | 8-12-2009 | Bangabandhu National Stadium, Dhaka, Bangladés | Bután                  | 6–0 | 7–0       | 2009 SAFF Championship                        |